# Tjureda församling
Tjureda församling var en församling i Växjö stift, i Växjö kommun, Kronobergs län. Församlingen uppgick 2006 i Söraby, Tolg och Tjureda församling.
Församlingskyrka var Tjureda kyrka.

## Administrativ historik
Församlingen har medeltida ursprung.
Församlingen utgjorde under medeltiden ett eget pastorat för att senare bilda pastorat med Norra Rottne. Från 19 september 1559 utgjorde församlingen annexförsamling i pastoratet Tolg, Asa och Tjureda. År 1962 bildade församlingen pastorat med Tolg, Söraby och Gårdsby. Församlingen uppgick 2006 i Söraby, Tolg och Tjureda församling.
Församlingskod var 078019.